# Fangyuan
Fangyuan (chinesisch 芳苑鄉, Pinyin Fāngyuàn xiāng, taiwanisch: Hong-uán-hiong) ist eine Landgemeinde des Landkreises Changhua in der Republik China (Taiwan).

## Lage und Beschreibung

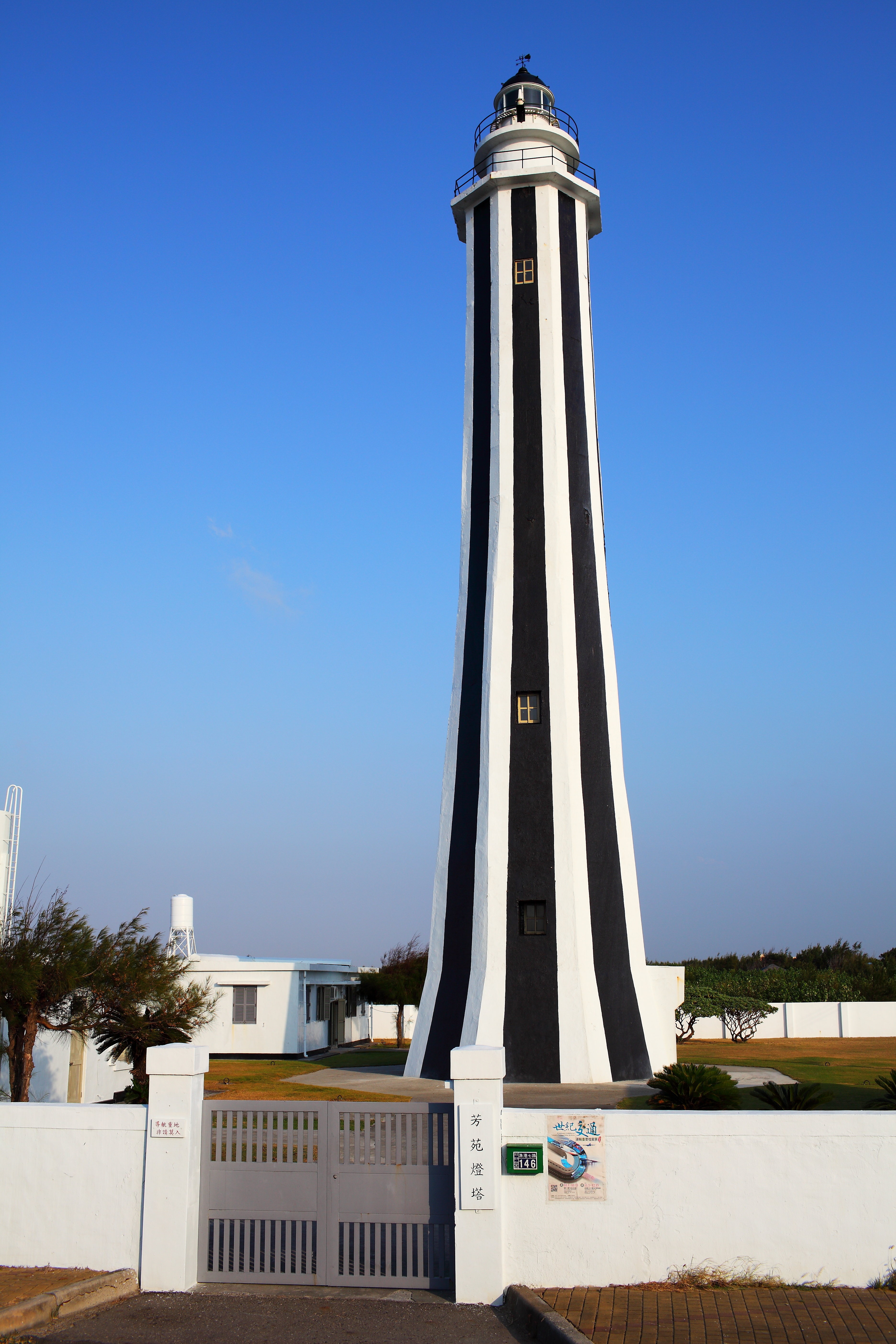
Der Leuchtturm von Fangyuan

Fangyuan liegt an der Küste der Taiwanstraße im Westen des Landkreises Changhua und hat grob die Form eines von Nordost nach Südwest langgestreckten Rechtecks. Im Westen grenzt es ans Meer und im Norden, Osten und Süden an die Nachbargemeinden Fuxing, Erlin und Dacheng.
Fangyuan umfasst 26 Dörfer, von denen das Dorf Fengyuan, nach dem die Landgemeinde benannt ist, und das Dorf Wanggong die bedeutendsten sind. Mit etwa 31.000 Einwohnern lag Fangyuan im September 2024 im oberen Mittelfeld der Landgemeinden Changhuas, allerdings war die Bevölkerungszahl seit vielen Jahren kontinuierlich rückläufig.
Mit einer Fläche von etwa 91 km² ist Fengyuan nach seiner Nachbargemeinde Erlin die zweitgrößte Gemeinde Changhuas. An manchen Stellen der Küste wurde durch Landgewinnung neues Land nutzbar gemacht. Die Gemeinde wird von dem Fluss Erlin (二林溪) durchquert,  der etwa an der Mitte der Küstenlinie bei Wanggong ins Meer fließt.

## Geschichte
Die Gegend des heutigen Fangyuan war ursprünglich von taiwanischen Ureinwohnern vom Volk der Babuza bewohnt. Seit Ende des  17. Jahrhunderts erfolgte die Einwanderung chinesischer Siedler. Diese minnansprachigen Siedler nannten den Ort Huan-á-uat (番仔挖) oder Huan-uat (番挖) (chinesisch Fanziwa bzw. Fanwa), was vermutlich „Ureinwohner-Bucht“ oder „Ureinwohner-Siedlung“ bedeutete.
Der Hafen von Fanwa spielte eine wichtige Rolle für den Handel und Güterverkehr zwischen Taiwan und dem chinesischen Festland. Im Lauf der Zeit wurde der Hafen jedoch infolge von Versandung für diesen Zweck immer unbrauchbarer und schließlich zu einem reinen Fischereihafen.
Zur Zeit der japanischen Herrschaft über Taiwan wurde der Ort im Jahr 1920 in Anlehnung an seine Sandhügel an der Küste in 沙山 („Düne“,  japanisch: Sunayama, chinesisch: Shashan,) umbenannt. In den 1930er Jahren gab es hier einen überregional beliebten Badestrand, der im Sommer eine große Zahl von Badegästen anzog.
Nach dem Zweiten Weltkrieg und der Übernahme Taiwans durch die Republik China wurde der Name ein weiteres Mal geändert, diesmal in Fangyuan, nach dem Namen des Anwesens eines vornehmen Einwohners im 19. Jahrhundert. 1950 wurde Fangyuan in den neuen Landkreis Changhua eingegliedert.

## Verkehr und Wirtschaft

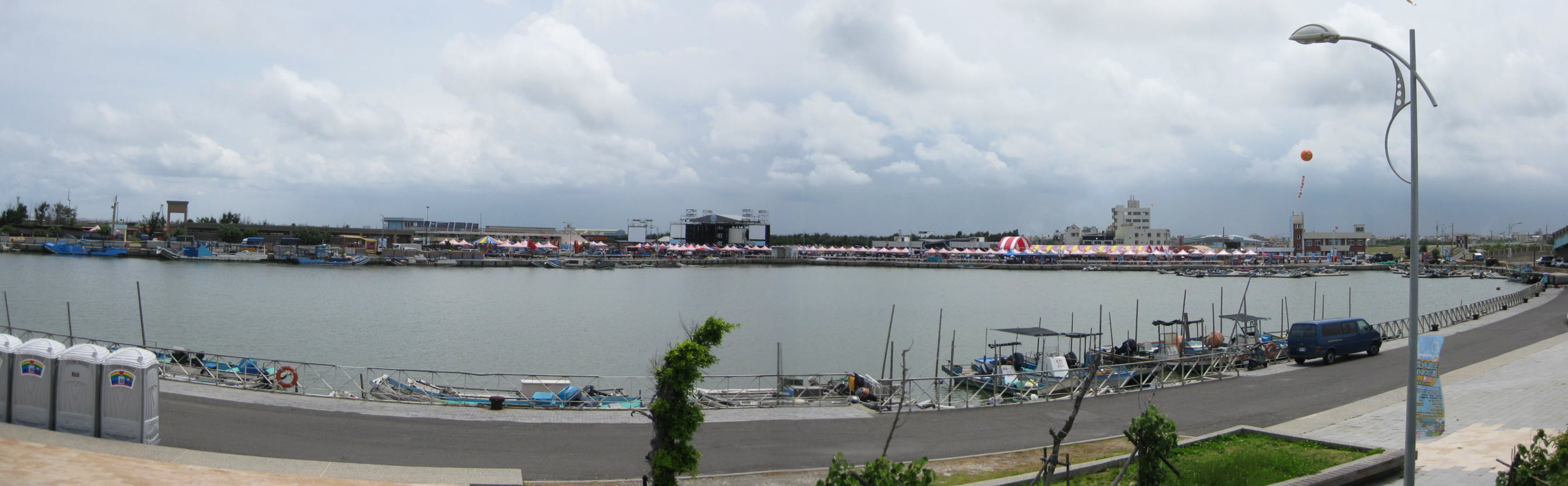
Der Fischereihafen von Wanggong

Fangyuan wird von Nord nach Süd von der Provinzstraße 17, der Provinzschnellstraße 61 und der Kreisstraße 143 durchquert. Von West nach Ost führen die Kreisstraßen 148 und 150 in die benachbarte Gemeinde Erlin. Für den Öffentlichen Nahverkehr stehen Buslinien zur Verfügung.
Der von altersher für die Region bedeutende Fischereihafen von Wanggong wurde modernisiert und ist heute auch ein Anziehungspunkt für Touristen. Betrieben werden Küstenfischerei und Aquakultur, zu den Spezialitäten zählen Milchfische, Aale, Garnelen, Meeräschenrogen, Austern und andere Muscheln. Bedeutend ist vor allem die Austernzucht. Die heute selten gewordene Praxis, Austern mithilfe von Ochsenkarren einzusammeln, wurde 2018 vom Landkreis Changhua als immaterielles Kulturerbe von nationalem Rang gelistet.
In der Landwirtschaft Fangyuans werden vor allem Reis, Zuckerrohr, Süßkartoffeln und Erdnüsse produziert.
Beim Dorf Fangyuan liegt das Fangyuan-Industriegebiet, in dem verschiedene Branchen, vor allem Textilindustrie und Kunststoffverarbeitung vertreten sind.

## Kultur und Sehenswürdigkeiten

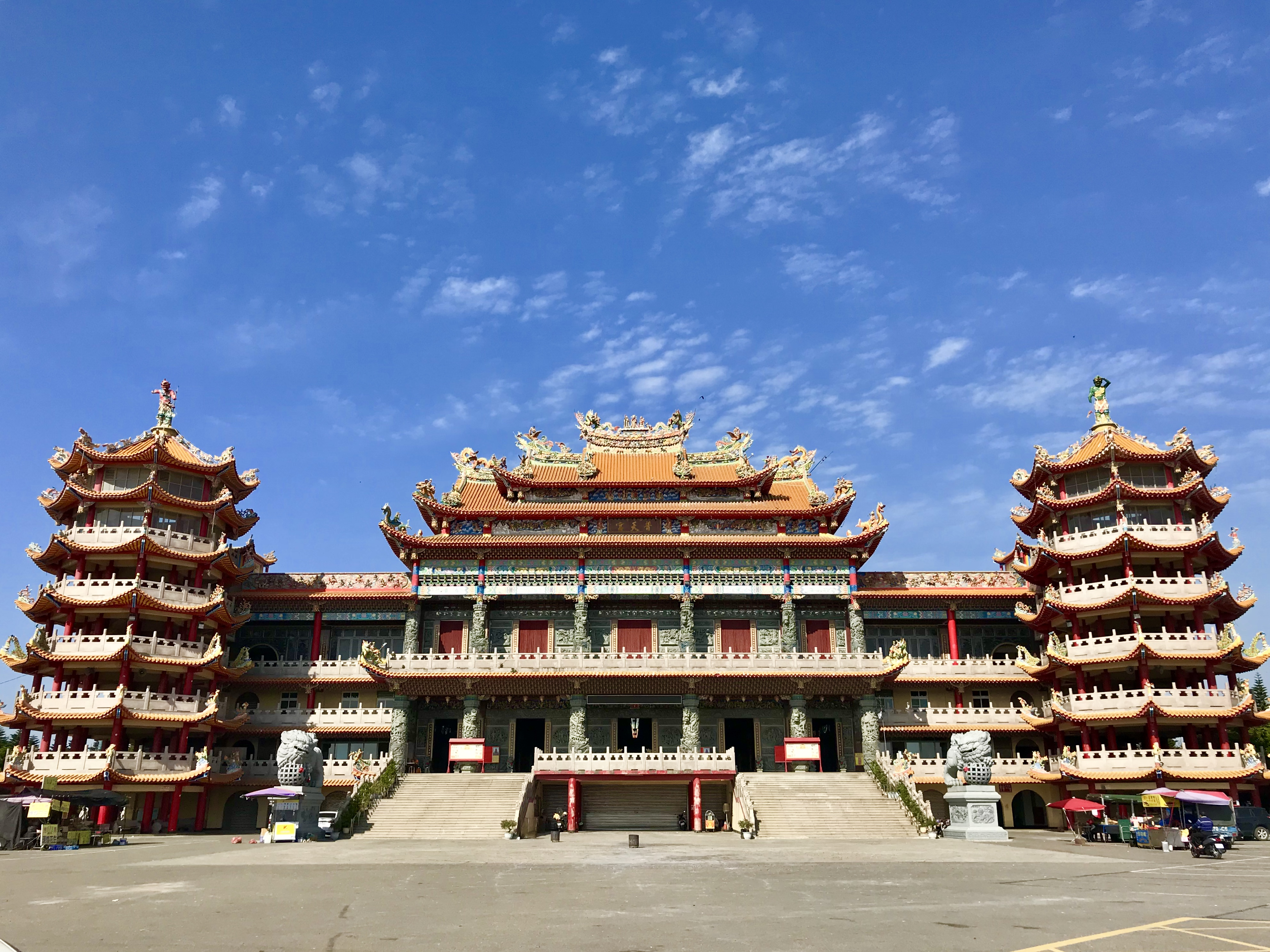
Der Baimafeng Putian Gong

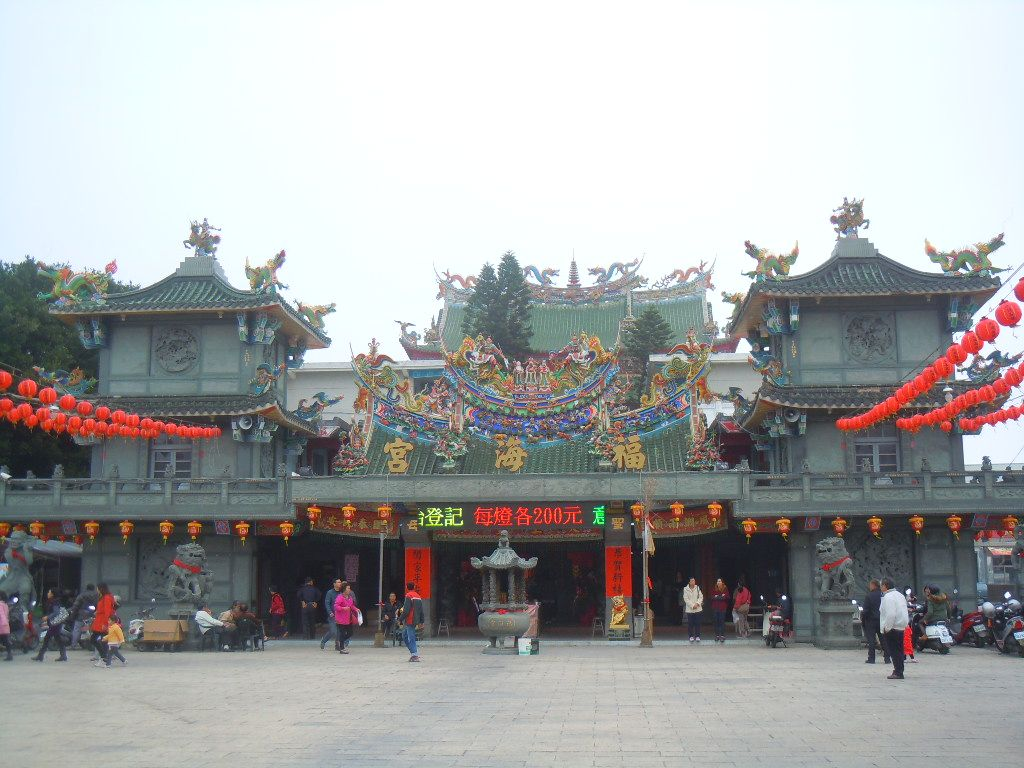
Der Fuhai Gong

In Fangyuan gibt es einige zumeist kleine daoistische und buddhistische Tempel sowie eine presbyterianische Gemeinde. Das bedeutendste religiöse Zentrum ist der 1697 gegründete Mazu-Tempel Baimafeng Putian Gong (白馬峰普天宮). Das Heiligtum liegt an der Küste, stand früher weiter westlich, musste jedoch infolge von Küstenerosion an seinen jetzigen Ort verlegt werden.
Weiter nördlich befindet sich ein weiterer der Mazu gewidmeter Tempel, der Fuhai Gong (福海宮) im Dorf Wanggong. Jedes Jahr wird hier und am nahegelegenen Hafen an einem von der Göttin durch Orakel festgelegten Termin das Wanggong-Feuerwerksfestival begangen.
Der Fischereihafen von Wanggong ist mit seinem Fischmarkt und in jüngerer Zeit angelegten Spazierwegen und Aussichtsplattformen zu einem touristischen Ziel geworden. Sein 1983 erbauter schwarz-weißer Leuchtturm, den man besichtigen kann, ist heute das Wahrzeichen Fangyuans.